# Izraelská vězeňská služba

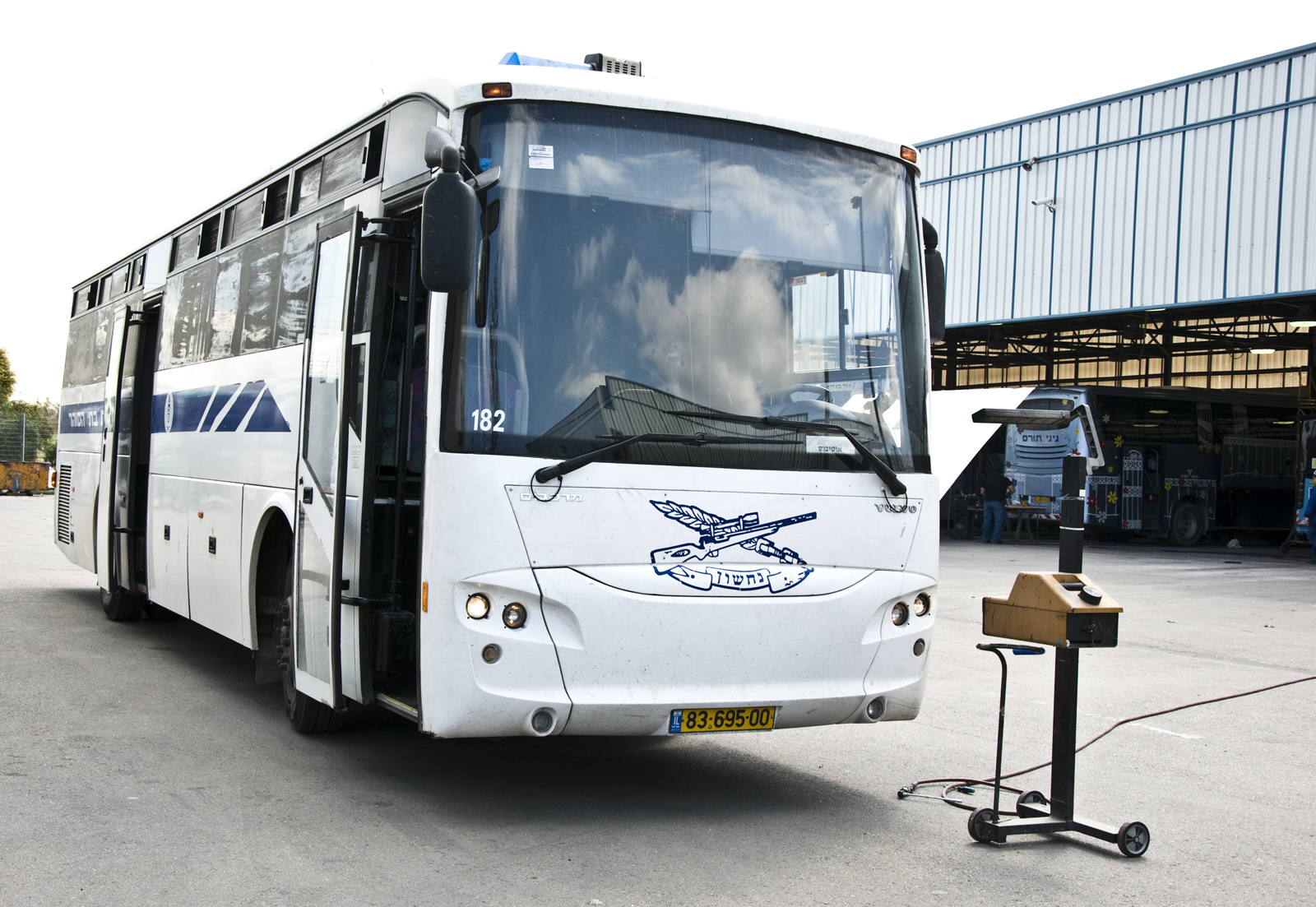
Autobus izraelské vězeňské služby

Izraelská vězeňská služba (hebrejsky: שירות בתי הסוהר, Šerut Batej ha-Sohar; anglicky: Israel Prison Service, IPS), v Izraeli běžně známá pod hebrejským akronymem Šabas, je ozbrojený bezpečnostní sbor, který zajišťuje výkon vazby a výkon trestu odnětí svobody. Je podřízena Ministerstvu vnitřní bezpečnosti. Pracovníci vězeňské služby jsou trénováni v bojovém umění Krav Maga.
Šabas se dělí do čtyř zón:
- Severní blok (severně od Haify)
- Blok Šaron (mezi Haifou a Herzlijou)
- Centrální blok (mezi Tel Avivem a Ašdodem)
- Jižní blok (jižně od Aškelonu)